# Dicranomyia gloria
Dicranomyia gloria là một loài ruồi trong họ Limoniidae. Chúng phân bố ở miền Australasia.